# Westland Welkin
Die Westland Welkin war ein Höhenjäger der britischen Luftwaffe.

## Geschichte
Als hochfliegende deutsche Höhenaufklärer vom Typ Junkers Ju 86 P mit Aufklärungsflügen und Störangriffen aus großer Höhe Verwirrung stifteten, versuchte das Fighter Command der Royal Air Force zunächst, diese mit umgebauten Maschinen vom Typ Supermarine Spitfire abzufangen. Das Air Ministry gab dann aber im Juli 1940 die Spezifikation F.4/40 für einen einsitzigen Tag-Höhenjager heraus. An der Ausschreibung beteiligten sich neben Westland Aircraft auch noch Hawker und General Aircraft, Westland erhielt aber im Januar 1941 den Zuschlag für seinen Entwurf.
Während die Entwürfe bereits ausgearbeitet wurden, änderte das Air Ministry die Spezifikation und verlangte nun auch die Verwendung eines Air Interception-Radargeräts. Nach der neuen Spezifikation F.7/41 baute nun auch Vickers-Armstrong sein Modell 432.
Wichtigstes Bauteil des neuen Höhenjägers war die Druckkabine, die von einem Turbogebläse am linken Triebwerk belüftet wurde und über Doppelverglasung verfügte. Der Jungfernflug des ersten Welkin-Prototyps erfolgte am 1. November 1942 unter dem Cheftestpiloten Harald Penrose. Der zweite Prototyp folgte im März 1943.
Schon relativ schnell stellten sich gravierende Mängel heraus, auch wurden die geforderten Leistungen nicht erfüllt. In Vergleichsluftkämpfen zeigte sich, dass die Maschine für ihre vorgesehene Aufgabe nicht wendig genug war. Zudem kam eine Änderung der Kriegslage, die keine deutschen Höhenangriffe mehr erwarten ließ. Dennoch wurden 100 bestellte Maschinen fertiggestellt. Diese kamen aber nicht mehr zum Einsatz, sondern wurden zumeist direkt nach der Auslieferung verschrottet. Westland selbst setzte einige Maschinen noch zu Erprobungszwecken ein, unter anderem zu Tests mit Flüssigsauerstoffeinspritzung und anderen Druckkabinen.
1944 entstand aus einer Welkin F. der zweisitzige Nachtjäger NF Mk. II, der einen verlängerten Rumpf für die Aufnahme des Radargeräts und ein vergrößertes Cockpit für den Radarbediener besaß. Am 23. Oktober 1944 startete diese Maschine zu ihrem Erstflug, aber in der Erprobung zeigten sich keinerlei Verbesserungen gegenüber dem Tagjägermodell, auch die geforderte Höhen- und Geschwindigkeitsleistung konnte nicht erbracht werden. Daher wurde eine Serienfertigung zu Gunsten der mittlerweile zur Verfügung stehenden Strahljäger abgelehnt.

## Technische Daten

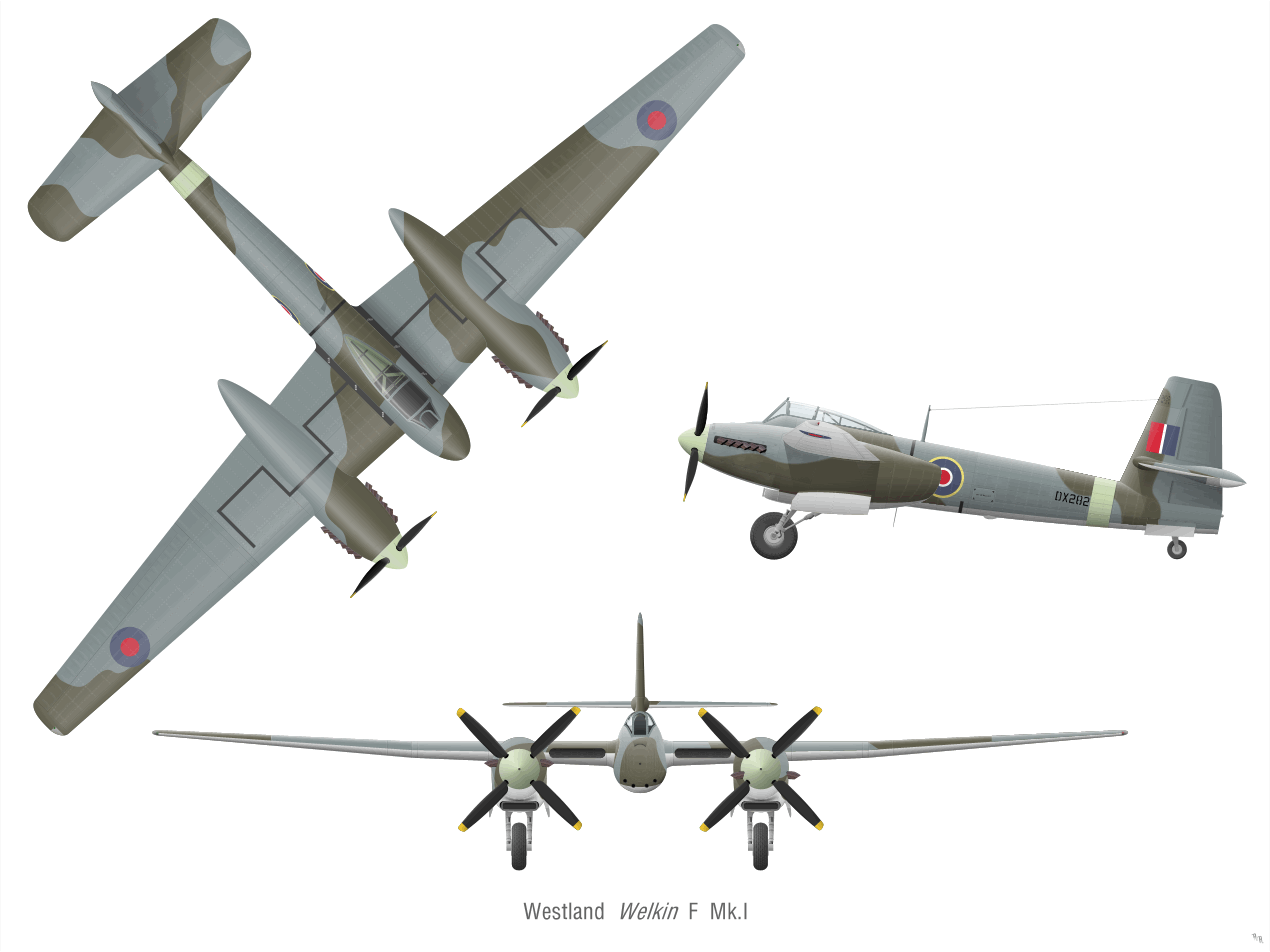
Dreiseitenansicht der Welkin F. Mk.I

| Kenngröße             | Welkin F. Mk.I                                           |
| --------------------- | -------------------------------------------------------- |
| Besatzung             | 1                                                        |
| Länge                 | 12,65 m                                                  |
| Spannweite            | 21,34 m                                                  |
| Flügelfläche          | 42,73 m²                                                 |
| Flügelstreckung       | 10,7                                                     |
| Leermasse             | 5431 kg                                                  |
| Startmasse            | 8970 kg                                                  |
| Höchstgeschwindigkeit | 622 km/h in 7925 m Höhe                                  |
| Dienstgipfelhöhe      | 13.410 m                                                 |
| Reichweite            | 2380 km                                                  |
| Triebwerke            | 2 × Rolls-Royce Merlin 72/73, je 1.650 PS (ca. 1.200 kW) |
| Bewaffnung            | vier 20-mm-Kanonen unter dem Cockpit                     |